# Nacionalni park Masoala
Nacionalni park Masoala, površinom najveći park na Madagaskaru, nalazi se na sjeveroistoku zemlje na poluotoku Masoali u provinciji Toamasini. 

## Zemljopisna i prirodna obilježja
Nacionalni park Masoala nalazi se istočno od grada Maroantsetre, do njega je moguće doći jedino brodom ili terenskim vozilom (ne postoji nikakva asfaltirana cesta koja vodi na poluotok). Osnovan je 1997. godine, na površini od 2 300 km²koja pokriva područje tropske kišne šume i 100 km² morske obale. Najveći dio parka prostire se u regiji Savi i manji u regiji Analanjirofou. Poluotok Masoala zbog svoje veličine ima iznimno veliku bioraznolikost i stanište je brojnih endemskih vrsta. U nacionalnom parku štite se prašume, obalne šume, potopljene šume, močvare i mangrovi. Unutar parka postoje kao posebne jedinice tri pomorska parka; Tampolo na zapadu, Ambodilaitri na jugu i Ifaho na istoku. Oni štite koraljne grebene i bogatstvo morske flore i faune.
Park ima posebnu floru i faunu koja postoji samo tu na Madagaskaru. Više od 10 vrsta endemskih lemura žive u parku, uključujući kitnjastog crvenog varija čije je stanište upravo poluotok Masoala. Unutar parka je i otok Nosy Mangabe koji je 1965. godine proglašen rezervatom prirode. Idealno je mjesto gdje se može vidjeti rijetkog noćnog lemura madagaskarskog prstaša.
Masoala je stanište brojnih gmazova poput madagaskarske felsume, uroplatusa i kameleona svih veličina, te neobičnih ptica kao što je šljemasta vanga iz roda vrapčarki te madagaskarska crvena sova. Poluotok nastanjuju i neobične madagaskarske crvene žabe. Također je i dom spektakularnog noćnog leptira madagaskarske uranije. Orao madagaskarski zmijar nedavno je otkriven na Masoali, i to populacija vrlo zdravih primjeraka kojih ima samo u ovom dijelu sjeveroistočnog Madagaskara.
Svake godine od srpnja do rujna, na obale Masoale dođe stotine grbavih kitova s Antarktike u zaljev Antongilu zbog razmnožavanja i uzgoja potomstva. Tu imaju idealne uvjete za rast svojih mladunaca i udvaranje. Park ima i svoju tamnu stranu, unutar parka ostalo je živjeti puno siromašnih domorodaca u brojnim selima. Oni kao i brojni okolni stanovnici mnoge zabrane u parku (poput sječe šuma) drže ograničenjem svojih ljudskih prava. Tijekom 2009. i 2010. godine u nacionalni park provalile su tisuće lokalnih ilegalnih drvosječa u potrazi za rijetkom i traženim palisandarom. 

### Turizam u parku
Do parka je moguće doći iz gradova Maroantsetre i Antalahe, iz Maroantsetre jedino brodovima a iz Antalahe terenskim vozilima po šumskim stazama. Unutar parka postoji šest organiziranih kampova (Nosy Mangabe, Istočni rt, Ambatolaidama, Tampolo, Ambodilaitri i Ifaho), a postoji mogućnost najma bungalova u brojnim domorodačkim selima unutar parka. Svaki posjet parku mora biti u pratnji službenog vodiča. Informacije o posjetu parku moguće je dobiti u uredima u Maroantsetri i Antalahi.
Poluotok Masoala je iznimno vlažno područje Madagaskara, najsušniji dio godine traje od rujna do prosinca. Od siječnja do ožujka traje sezona ciklona. Kako je do parka moguće doći samo brodom plovidbom koja traje tri sata, u tom dijelu godine najbolje je izbjegavati posjet parku.
UNESCO je 2007. uvrstio park prirode Prašume Atsinanana na popis svjetske baštine, Nacionalni park Masoala jedan je od šest parkova kompleksa parkova Prašume Atsinanana.

## Vanjske poveznice
- Masoala National Službena stranica  Arhivirana inačica izvorne stranice od 31. svibnja 2006. (Wayback Machine)
- Masoala National Park
- Human rights Masoala